# Unterstolberg
Unterstolberg is een plaats in de Duitse gemeente Stolberg (Rheinland), deelstaat Noordrijn-Westfalen en telt 5600 inwoners (2005).